# David Klein (Komponist)

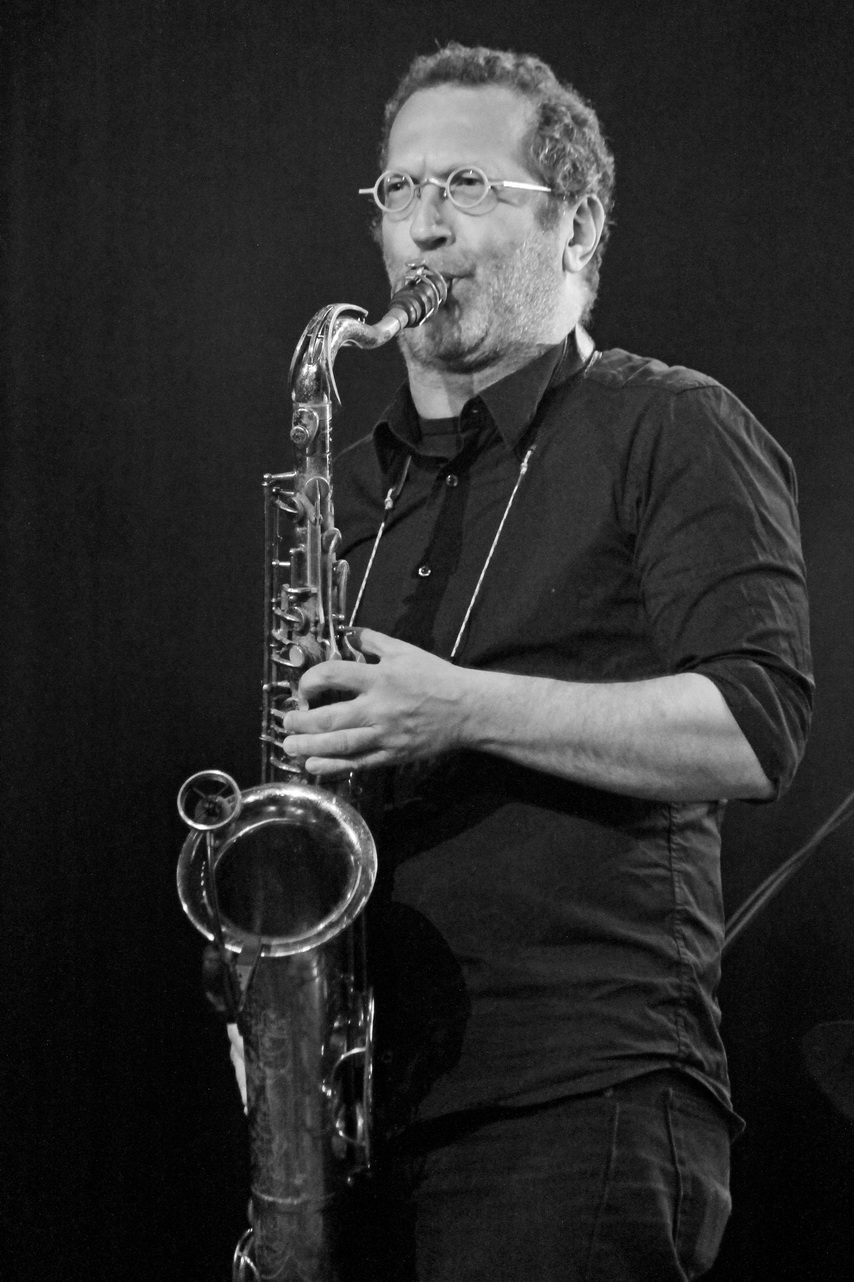
David Klein beim Jazzfestival St. Ingbert

David Klein (* 19. April 1961 in Basel) ist ein Schweizer Musiker und Komponist.

## Leben und Wirken
David Klein ist der Sohn des Jazzmusiker-Ehepaares Miriam und Oscar Klein. Er kam sehr früh mit Musik und vor allem mit Jazz in Berührung. Als Jugendlicher lernte er Gitarre spielen und war zeitweilig als Freelancer tätig. Zwischen 1977 und 1980 arbeitete Klein unter anderem mit Künstlern wie Kenny Clarke, Sir Roland Hanna, Billy Cobham und Kirk Lightsey.
Im Jahr 1980 begann Klein sein Studium am Berklee College of Music in Boston. Dort entdeckte er seine Liebe zum Saxophon, das er sich anfangs autodidaktisch beibrachte. Es folgten Studien bei Jerry Bergonzi und Karsten Gorzel. Zurück in Europa, gründete er im Jahr 1986 mit Josef Bollag das Ensemble Kol Simcha, in dem er Schlagzeug spielte. Es folgten Konzerte in der Carnegie Hall, am Montreux Jazz Festival, an den Ludwigsburger Schlossfestspielen, am Rheingau Musik Festival sowie Fernsehauftritte bei Harald Schmidt und Roger Willemsen. Nebenbei absolvierte er als Saxophonist Tourneen mit Dee Dee Bridgewater.
Klein war in der Neuen Musik tätig, etwa als Solist in „Maratona di Danza“ von Hans Werner Henze. Zudem komponierte er mit Kol Simcha Filmmusik, zum Beispiel für Gripsholm von Xavier Koller, für den er Lieder zu Kurt-Tucholsky-Texten schrieb, die im Film von der Schauspielerin und Sängerin Jasmin Tabatabai interpretiert werden. Für den Soundtrack von Alles auf Zucker (Komponist Niki Reiser) von Dani Levy wurde seine Komposition Rebbes Tisch verwendet. Für den Soundtrack von Dani Levys Film Mein Führer spielte Klein Schlagzeug. Er schrieb mit Michael Studer die Filmmusik zum ZDF-Dokumentarfilm Das Wunder von Mogadischu über die Flugzeugentführung der Lufthansa-Maschine Landshut im Jahr 1977. Im Jahr 1993 war er an der Filmmusik des Kinderfilms Anna annA beteiligt.
Mit seinem David Klein Quintet spielte Klein im Jahr 2001 eine Jazz-Hommage an Marilyn Monroe ein. Für dieses Album, My Marilyn, wurde er im Jahr 2002 mit dem European Jazz Award ausgezeichnet. Klein vertonte auf dem 2005 veröffentlichten Album Selma – in Sehnsucht eingehüllt Gedichte von Selma Meerbaum-Eisinger. An dem Album beteiligten sich zahlreiche Gastmusiker wie Xavier Naidoo, Reinhard Mey, Sarah Connor, Ute Lemper und Thomas D. Klein komponierte zusammen mit Olivier Truan die Musik für das Musical Marilyn, das im Jahr 2006 am Staatstheater am Gärtnerplatz in München welturaufgeführt wurde.
Im Jahr 2008 komponierte und produzierte Klein mit Amadeus Paulussen das Lied Deshalb bin ich hier für das dritte Soloalbum von Thomas D von Die Fantastischen Vier. Klein komponierte die Ballade In Love for a While, mit der Anna Rossinelli für die Schweiz am Eurovision Song Contest 2011 in Düsseldorf die Finalrunde der besten 25 Beiträge erreichte, dort aber auf den letzten Platz kam. 2010 führte Klein Regie bei dem Hörbuch Im Überschwang, der Autobiografie von Hannelore Elsner; Elsner begleitete er im selben Jahr auf einer Lesereise musikalisch zu Texten von Truman Capote. 2011 produzierte Klein die CD Eine Frau und 2016 Was sagt man zu den Menschen, wenn man traurig ist?, 2020 Jagd auf Rehe, jeweils von und mit Jasmin Tabatabai; dabei hatte er auch die musikalische Leitung inne und spielte mit.
Mit dem Tonmeister Daniel Dettwiler betreibt Klein in Basel das Volkshaus Studio.

### Polemiken
2014 wurde gegen Klein wegen Äußerungen über arabische Jugendliche auf seiner Facebook-Seite von der Staatsanwaltschaft Basel-Stadt ein Strafverfahren eröffnet. Obwohl sich Klein zwischenzeitlich für die Äusserungen entschuldigt hatte, wurde er erstinstanzlich für seine Äusserungen belangt. Das Verfahren endete vor dem Appellationsgericht mit einem Freispruch.
Klein ist regelmässig als Gastkommentator bei der Basler Zeitung tätig, womit er wiederholt Widerspruch und Repliken hervorrief. Dort schrieb er 2015 einen Beitrag, in welchem er die Haltung des Hilfswerks der Evangelischen Kirchen der Schweiz gegenüber Israel scharf kritisierte. Das Hilfswerk der Evangelischen Kirchen der Schweiz hat daraufhin eine Klage wegen Verletzung der Persönlichkeitsrechte gegen das publizierende Medium eingereicht. Im Artikel „Deutsche Gründlichkeit“ bezeichnete er Hitler als Amtskollege von Angela Merkel.

## Diskografie (Auswahl)
- David Klein Quintet: My Marilyn (2002)
- The World Quintet: Selma – in Sehnsucht eingehüllt (2005)
- O.S.T.: Mein Führer (2007)
- Jasmin Tabatabai Eine Frau (2011)
- Jasmin Tabatabai Was sagt man zu den Menschen, wenn man traurig ist (2016)